# Stefano Lecchi
Stefano Lecchi (Lombardia, 1803 – post 1866) è stato un fotografo italiano.
Lecchi è stato uno dei pionieri della fotografia in Italia: lavorò in Francia, Italia e a Malta. Viene ricordato per essere uno dei primi fotoreporter di guerra per le sue fotografie di Roma degli eventi della Repubblica Romana del 1849.

## Biografia

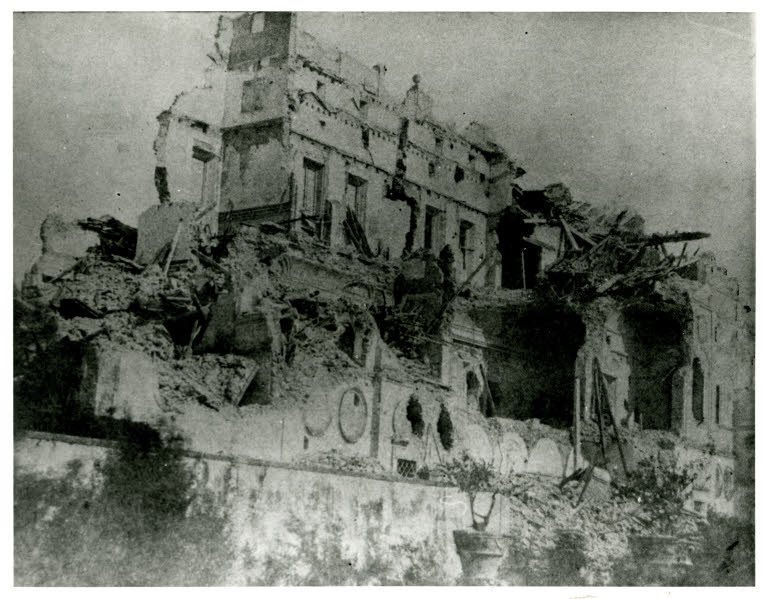
Fotoreportage del 1849 dei resti della villa del Vascello dopa la difesa dei garibaldini della Repubblica Romana contro le truppe Francesi

Nel 1842 presenta all'Académie des sciences di Parigi un metodo per colorare i dagherrotipi. Nel 1844 presenta, sempre all'Académie, un nuovo tipo di macchina fotografica dotata di meccanismo per la messa a fuoco. L'anno successivo è citato in una lettera del reverendo Calvert Jones a Talbot, in cui il mittente afferma di aver visto delle carte salate di Lecchi in vendita in diverse città del sud della Francia.
La maggior parte delle fotografie pervenuteci di Lecchi documentano l'assedio e l'occupazione militare di Roma da parte dei francesi (Repubblica Romana) nel 1849: Lecchi realizzò così una cronaca visiva degli avvenimenti ad un mese da essi, essendo quelle foto scattate nel luglio 1849. Le sue foto, realizzate con la tecnica della carta salata che Lecchi stesso perfezionò (stupendo un amico dello stesso inventore della calotipia Talbot, tal rev. Bridges), sono di grande importanza per la storia della fotografia in quanto uno dei primi resoconti di guerra, anticipando il fotogiornalismo del XX secolo. Sono anche rilevanti per la ricostruzione storica di accadimenti del Risorgimento.
La Biblioteca di storia moderna e contemporanea di Roma possiede quarantuno fotografie di Stefano Lecchi, che costituiscono una documentazione rarissima e una memoria documentaria degli avvenimenti: provengono dalla collezione di Alessandro Calandrelli, che è stato un ufficiale dell'esercito repubblicano e membro dell'Assemblea costituente della Repubblica Romana, donata dai figli nel 1907 alla Biblioteca Nazionale Vittorio Emanuele II. Molte delle sue fotografie sono incluse anche nella famosa collezione della duchessa di Berry.